# Merg singur
Merg singur (titlu original: I Walk Alone) este un film noir american din 1948 regizat de Byron Haskin (debut regizoral). Rolurile principale au fost interpretate de actorii Burt Lancaster, Lizabeth Scott și Kirk Douglas.

## Prezentare
Frankie Madison (Burt Lancaster) se întoarce la New York după 14 ani de închisoare. Noll "Dink" Turner (Kirk Douglas), fostul său partener în afaceri ilegale, este acum  managerul bogat al unui club de noapte, iar Frankie se așteaptă ca acesta să onoreze înțelegerea lor verbală de a împarți totul jumate-jumate pe care au făcut-o atunci când a fost prins și Noll a scăpat. Nicio șansă! Frankie trebuie să lupte contra fostului său partener și va primi un ajutor neașteptat din partea cântăreței Kay Lawrence (Lizabeth Scott) (fosta iubită a lui Noll). 

## Distribuție
- Burt Lancaster - Frankie Madison
- Lizabeth Scott - Kay Lawrence
- Wendell Corey - Dave
- Kirk Douglas - Noll "Dink" Turner
- Kristine Miller - Mrs. Alexis Richardson
- George Rigaud - Maurice
- Marc Lawrence - Nick Palestro
- Mike Mazurki - Dan, the nightclub doorman
- Mickey Knox - Skinner
- Roger Neury - Felix Walter
- Freddie Steele - Tiger Rose

## Primire
Bosley Crowther, critic de film al New York Times a scris o recenzie negativă a filmului și a afirmat că e posibil ca filmul să încalce Codul Hays.
În prezent, filmul este considerat a fi unul clasic, mai ales din cauza distribuției filmului.
Un fragment din filmul I Walk Alone a fost folosit în filmul din 1982, Dead Men Don't Wear Plaid, într-o secvență a filmului  Kirk Douglas discută (prin imagini de arhivă) cu personajul interpretat de Steve Martin, Rigby Reardon.